# Cal Picassal
Cal Picassal és una masia del Prat de Llobregat (Baix Llobregat) inclosa a l'Inventari del Patrimoni Arquitectònic de Catalunya.

## Descripció
Antiga masia que correspon a la tipologia 2 de l'esquema de Danés i Torras. Constitueix una variant del tipus basilical català, amb els cossos laterals orientats perpendicularment al cos central. Totes les cobertes són teulades a dues vessants. Malgrat que l'edifici ha estat molt remodelat per adaptar-lo a la funció de restaurant, encara conserva la grandesa de masia senyorial que devia tenir en el seu origen, amb planta i tres pisos d'alçada.

## Història
Apareix a la Consueta Parroquial de principis del segle xix, amb el nom actual i pertanyent a un tal Francisco del Grabat.